# Division 1 1934-1935
La Division 1 1934-1935 è stata la 3ª edizione della massima serie del campionato francese di calcio, concluso con la vittoria del Sochaux, al suo primo titolo.
Capocannoniere del torneo è stato André Abegglen (Sochaux), con 30 reti.

## Stagione

### Novità
Il lotto delle squadre partecipanti venne allargato a 16.

### Avvenimenti
Il torneo si aprì nel segno del neopromosso Strasburgo, che travolse per 5-2 i campioni in carica del Sète e prese il comando della classifica. Gli alsaziani conclusero il girone di andata in testa, dopo aver lottato contro il Sochaux e averlo sconfitto nello scontro diretto. Successivamente a questo risultato, i Lionceaux inanellarono diciassette risultati utili consecutivi che permisero loro di prendere definitivamente il comando della classifica a cinque gare dal termine, in occasione della vittoria nel confronto diretto con gli alsaziani; tallonato dallo Strasburgo nelle gare restanti, il Sochaux si aggiudicò il suo primo titolo nazionale all'ultima giornata.
I verdetti in zona retrocessione videro cadere in seconda divisione il Montpellier, arresosi con due giornate di anticipo, e il Nîmes, da tempo uscito fuori dai giochi.

### In europa
Alla fine della stagione il Sochaux, squadra vincente del campionato, partecipa con altre squadre europee belghe, tedesche, olandesi e polacche ad un torneo che ha corso tra il 7 e il 10 giugno all'Esposizione generale del 1935.

## Squadre partecipanti
| Club                | Stagione | Città       | Stadio                                      | Stagione precedente                |
| ------------------- | -------- | ----------- | ------------------------------------------- | ---------------------------------- |
| Antibes             | dettagli | Antibes     | Stade du Fort Carré                         | 7º posto in Division 1             |
| Cannes              | dettagli | Cannes      | Stade Municipal                             | 10º posto in Division 1            |
| Excelsior Roubaix   | dettagli | Roubaix     | Stade Amédée Prouvost                       | 5º posto in Division 1             |
| Fives               | dettagli | Lilla       | Stade Virnot                                | 2º posto in Division 1             |
| Montpellier         | dettagli | Montpellier | Parc des Sports de l'avenue du Pont Juvénal | 8º posto in Division 1             |
| Mulhouse            | dettagli | Mulhouse    | Stade Jean-Bouin                            | 3º posto in Division 2 (Gir. Nord) |
| Nîmes               | dettagli | Nîmes       | Stade Bourtzwiller                          | 9º posto in Division 1             |
| Olympique Alès      | dettagli | Alès        | Stade municipal de la Prairie               | 1º posto in Division 2 (Gir. Nord) |
| Olympique Lillois   | dettagli | Lilla       | Stade Henri-Jooris                          | 7º posto in Division 1             |
| Olympique Marsiglia | dettagli | Marsiglia   | Stade de la Huveaune                        | 3º posto in Division 1             |
| RC France           | dettagli | Parigi      | Stadio olimpico Yves du Manoir              | 11º posto in Division 1            |
| Red Star            | dettagli | Parigi      | Stade Bauer                                 | 1º posto in Division 2 (Gir. Nord) |
| Rennes              | dettagli | Rennes      | Roazhon Park                                | 6º posto in Division 1             |
| Sète                | dettagli | Sète        | Stade Georges-Bayrou                        | 1º posto in Division 1             |
| Sochaux             | dettagli | Montbéliard | Stade Auguste Bonal                         | 12º posto in Division 1            |
| Strasburgo          | dettagli | Strasburgo  | Stade de la Meinau                          | 4º posto in Division 2             |

## Allenatori e primatisti
| Squadra             | Allenatore       | Calciatore più presente                                      | Cannoniere            |
| ------------------- | ---------------- | ------------------------------------------------------------ | --------------------- |
| Antibes             | Jean Lardi       | sconosciuto                                                  | Fernand Planquès (12) |
| Cannes              | Stanley Hillier  | sconosciuto                                                  | André Guimbart (17)   |
| Excelsior Roubaix   | sconosciuto      | Albert Dhulst (30)                                           | Jean Sécember (22)    |
| Fives               | Georges Berry    | sconosciuto                                                  | sconosciuto           |
| Montpellier         | sconosciuto      | sconosciuto                                                  | sconosciuto           |
| Mulhouse            | Franz Weselik    | sconosciuto                                                  | Franz Weselik (24)    |
| Nîmes               | sconosciuto      | sconosciuto                                                  | sconosciuto           |
| Olympique Alès      | Lucien Randon    | sconosciuto                                                  | Odon Pybert (15)      |
| O. Lillois          | Bob Fisher       | sconosciuto                                                  | André Simonyi (18)    |
| Olympique Marsiglia | Vinzenz Dittrich | Émile Zermani (29)                                           | Joseph Alcazar (22)   |
| RC Parigi           | Jimmy Hogan      | sconosciuto                                                  | Robert Mercier (21)   |
| Red Star            | Paul Baron       | sconosciuto                                                  | sconosciuto           |
| Rennes              | Josef Schneider  | Jean Laurent (30)                                            | André Chauvel (11)    |
| Sète                | René Dedieu      | sconosciuto                                                  | sconosciuto           |
| Sochaux             | Conrado Ross     | Maxime Lehmann, Étienne Mattler, Willy Wagner (30)           | André Abegglen (30)   |
| Strasburgo          | Friedrich Kerr   | Charles Hummel, Fritz Keller, Léon Papas, Willy Schaden (30) | Fritz Keller (21)     |

## Classifica finale
|  | Pos. | Squadra             | Pt | G  | V  | N  | P  | GF | GS | MR    |
|  | ---- | ------------------- | -- | -- | -- | -- | -- | -- | -- | ----- |
|  | 1.   | Sochaux             | 48 | 30 | 22 | 4  | 4  | 94 | 36 | 2,611 |
|  | 2.   | Strasburgo          | 47 | 30 | 21 | 5  | 4  | 73 | 33 | 2,212 |
|  | 3.   | RC France           | 37 | 30 | 16 | 5  | 9  | 77 | 57 | 1,351 |
|  | 4.   | Sète                | 36 | 30 | 13 | 10 | 7  | 52 | 45 | 1,156 |
|  | 5.   | Cannes              | 33 | 30 | 14 | 5  | 11 | 62 | 48 | 1,292 |
|  | 6.   | Mulhouse            | 33 | 30 | 14 | 5  | 11 | 66 | 67 | 0,985 |
|  | 7.   | Olympique Lillois   | 31 | 30 | 14 | 3  | 13 | 56 | 46 | 1,217 |
|  | 8.   | Excelsior Roubaix   | 31 | 30 | 13 | 5  | 12 | 51 | 48 | 1,063 |
|  | 9.   | Olympique Marsiglia | 31 | 30 | 13 | 5  | 12 | 76 | 72 | 1,056 |
|  | 10.  | Rennes              | 27 | 30 | 11 | 5  | 14 | 57 | 49 | 1,163 |
|  | 11.  | Fives               | 25 | 30 | 12 | 1  | 17 | 45 | 61 | 0,738 |
|  | 12.  | Red Star            | 23 | 30 | 8  | 7  | 15 | 58 | 72 | 0,806 |
|  | 13.  | Olympique Alès      | 23 | 30 | 10 | 3  | 17 | 52 | 73 | 0,712 |
|  | 14.  | Antibes             | 23 | 30 | 8  | 7  | 15 | 49 | 80 | 0,613 |
|  | 15.  | Montpellier         | 17 | 30 | 7  | 3  | 20 | 37 | 86 | 0,43  |
|  | 16.  | Nîmes               | 15 | 30 | 5  | 5  | 20 | 35 | 67 | 0,522 |

Legenda:
      Campione di Francia.
      Retrocesse in Division 2 1934-1935.
Note:
Due punti a vittoria, uno a pareggio, zero a sconfitta.

## Statistiche

### Capoliste solitarie
|    | —— | —— | ——         | ——         | ——         | ——      | ——      | ——      | ——  | ——  | ——  | ——         | ——         | ——         | ——      | ——  | ——         | ——  | ——  | ——  | ——  | ——  | ——  | ——      | ——      | ——      | ——      | ——      | ——      | —— |  |
|    |    |    | Strasburgo | Strasburgo | Strasburgo | Sochaux | Sochaux | Sochaux |     |     |     | Strasburgo | Strasburgo | Strasburgo | Sochaux |     | Strasburgo |     |     |     |     |     |     | Sochaux | Sochaux | Sochaux | Sochaux | Sochaux | Sochaux |    |  |
|    |    |    |            |            |            |         |         |         |     |     |     |            |            |            |         |     |            |     |     |     |     |     |     |         |         |         |         |         |         |    |  |
|    |    |    |            |            |            |         |         |         |     |     |     |            |            |            |         |     |            |     |     |     |     |     |     |         |         |         |         |         |         |    |  |
| 1ª | 2ª | 3ª | 4ª         | 5ª         | 6ª         | 7ª      | 8ª      | 9ª      | 10ª | 11ª | 12ª | 13ª        | 14ª        | 15ª        | 16ª     | 17ª | 18ª        | 19ª | 20ª | 21ª | 22ª | 23ª | 24ª | 25ª     | 26ª     | 27ª     | 28ª     | 29ª     | 30ª     |    |  |

#### Primati stagionali
Squadre
- Maggior numero di vittorie: Sochaux (22)
- Minor numero di sconfitte: Sochaux, Strasburgo (4)
- Migliore attacco: Sochaux (94)
- Miglior difesa: Strasburgo (33)
- Miglior differenza reti: Sochaux (+58)
- Maggior numero di pareggi: Sète (10)
- Minor numero di pareggi: Fives (1)
- Maggior numero di sconfitte: Montpellier, Nîmes (20)
- Minor numero di vittorie: Nîmes  (5)
- Peggior attacco: Nîmes (35)
- Peggior difesa: Montpellier (86)
- Peggior differenza reti: Montpellier (-49)

### Individuali

#### Classifica marcatori
| Gol |  |  | Giocatore         | Squadra             |
| --- |  |  | ----------------- | ------------------- |
| 30  |  |  | André Abegglen    | Sochaux             |
| 29  |  |  | Roger Courtois    | Sochaux             |
| 24  |  |  | Franz Weselik     | Mulhouse            |
| 22  |  |  | Joseph Alcazar    | Olympique Marsiglia |
| 22  |  |  | Jean Sécember     | Excelsior Roubaix   |
| 21  |  |  | Robert Mercier    | RC Parigi           |
| 21  |  |  | Fritz Keller      | Strasburgo          |
| 20  |  |  | Oskar Rohr        | Strasburgo          |
| 18  |  |  | André Simonyi     | O. Lillois          |
| 17  |  |  | André Guimbart    | Cannes              |
| 16  |  |  | Frederick Kennedy | RC Parigi           |

## Percorso dei club nelle coppe europee
| Club    | Competizione                                          | Risultato | Ultimo avversario |
| ------- | ----------------------------------------------------- | --------- | ----------------- |
| Sochaux | Tournoi de l'Exposition Universelle de Bruxelles 1935 | Finale    | Ajax (1-2)        |